# Basista
Basista (Bayan ng Basista) är en kommun i Filippinerna. Kommunen ligger på ön Luzon, och tillhör provinsen Pangasinan. Folkmängden uppgår till 26 616 invånare.
Basista är indelat i 13 barangayer.